# Parafia św. Barbary w Nowej Rudzie
Parafia św. Barbary w Nowej Rudzie – parafia rzymskokatolicka z siedzibą w Nowej Rudzie, w dekanacie noworudzkim, w diecezji świdnickiej.
Samodzielna parafia została utworzona w 1945. Jej proboszczem od 2022 jest ks. kan. Julian Rafałko.

## Historia parafii po 1945
- 24–25 maja 1950 – wizytacja kanoniczna administratora apostolskiego ks. Karola Milika
- 1 lipca 1953 – dotychczasowy proboszcz ks. Szymon Lewicki odszedł na inną placówkę, na skutek czego zastąpił go ks. Szczepan Sadowy, który pochodził z archidiecezji lwowskiej
- 3 sierpnia 1954 – siostry zakonne ze Zgromadzenia Sióstr Maryi Niepokalanej zostały wywiezione z tamtejszej parafii. Budynek został przejęty przez państwowe władze
- 1960 – uczczenie 50-lecia rozpoczęcia budowy kościoła parafialnego
- 1968 – zaczęto wielki remont polichromii kościoła
- 12 września 1970 – 25-lecie ustanowienia parafii św. Barbary (wcześniej był to kościół filialny)
- 1993 – parafię św. Barbary objął ks. Krzysztof Rutkowski
- 19 kwietnia 1997 – parafia otrzymała własną figurę Matki Bożej Fatimskiej wyrzeźbioną przez artystę Manuela Thedima z Fatimy
- 1999 – parafia otrzymała makietę szybu wydobywczego od dawnej Szkoły Górniczej
- 2003 – na nowego proboszcza mianowano ks. Marka Mundziakiewicza[1]
- 2015 – ks. proboszcz Stanisław Kasztelan
- 2022 – ks. proboszcz Julian Rafałko[3]